# I Сирийская конная когорта фракийцев
I Сирийская конная когорта фракийцев (лат. Cohors I Syriaca Thracum equitata) — вспомогательное подразделение армии Древнего Рима.
Предположительно, данное подразделение было специально сформировано для службы в Сирии. Существует версия, что, возможно, она дислоцировалась в этой провинции уже в правление императора Клавдия. В 78 году когорта находилась в Мёзии, а после разделения провинции осталась на территории Верхней Мёзии, где она упоминается в надписи от 100 года. Последний раз подразделение упоминается около 20 года. Возможна идентификация когорты с I стрелковой когортой фракийцев, дислоцировавшей в Верхней Дакии.